# Zgoda wspólnotowa
Zgoda wspólnotowa – jeden z rodzajów zgody rozpatrywanych w bioetyce.
Zwolennicy wprowadzenia zgody wspólnotowej zwracają uwagę, że niekiedy prowadzi się badania medyczne, w tym genetyczne, na członkach pewnej izolowanej społeczności. Może chodzić o grupę etniczną, wspólnotę religijną. O ile w przypadku większości badań medycznych eksperymenty mają charakter indywidualny, w przypadku badań genetycznych członków takich zamkniętych grup dotyczą nie tylko samych probantów. Każde badanie genetyczne dotyczy nie tylko samego poddającego się, ale też członków jego rodziny, gdyż dzielą oni z nim wspólne geny. W przypadku zamkniętej grupy wpływ ten może rozciągnąć się na nią całą, doprowadzając przykładowo do ujawnienia genów odpowiedzialnych za patologię występującą w rozpatrywanej społeczności z częstością dużo większą, niż w innych populacjach. Dlatego zaś protagoniści zgody wspólnotowej uznają, że zgodę na przeprowadzenie takich badań wyrazić może nie tylko bezpośrednio podlegający nim probant, ale także cała wspólnota.
Pozostaje pytanie, kto miałby w rzeczywistości taką zgodę wyrażać. Proponuje się, by uzyskiwać ją od takich przedstawicieli danej wspólnoty, jak rada starszych czy zwierzchnicy religijni.
Koncepcja ta ma swoich przeciwników. Zwracają oni uwagę na trudności w pozyskaniu takiej zgody. W wielu przypadkach po prostu nie istnieje żadne przedstawicielstwo danej grupy, które miałoby zostać poproszone o udzielenie zgody. Co więcej, podnosi się również pewne trudności teoretyczne związane z rozszerzaniem koncepcji przypisywanej pojedynczym osobom autonomii na grupy osób. Kolejny argument zwraca uwagę na to, że ludzie mają prawo uczestniczyć w badaniach naukowych, nawet jeśli należą do zamkniętych grup społecznych czy też religijnych. Jednostka może sama wyrazić zgodę na poddanie się takim badaniom i nie musi pytać o zgodę żadnych przedstawicieli grup, do których należy. Z drugiej strony zawsze ma ona również prawo odmówić poddania się takim badaniom. Zgoda wyrażona przez darzonego przez nią szacunkiem przedstawiciela jej grupy czy też przez jej przywódcę religijnego mogłaby mieć charakter przymusu.
Wobec powyższych argumentów przeciwnicy zgody wspólnotowej pozostają przy indywidualnej zgodzie osób biorących udział w badaniu. Działania wobec społeczności ograniczają do poinformowania jej, co może zaowocować dialogiem z daną grupą społeczną.
Obecnie zgoda wspólnotowa nie jest wymagana do przeprowadzenia badań na ludziach. Wiążąca jest świadoma zgoda biorących w nich udział osób, a gdy takiej zgody nie są w stanie wyrazić z uwagi na swój stan zdrowia, zgodę może za nich wyrazić inna osoba, uprawiona do tego, bądź sąd.